# 日本暴力団 組長くずれ
『日本暴力団 組長くずれ』（にほんぼうりょくだん くみちょうくずれ）は、1970年6月20日に公開された日本の映画。監督は高桑信、主演は鶴田浩二。日本暴力団シリーズ第3作目。

## 概要
『現代女胴師』でデビューしたばかりの新人・高桑信が監督した任侠アクション映画である。高桑は『日本暴力団 組長』で助監督を勤めていた。
横浜を舞台にヤクザの元組長で現在はクラブの経営者が関西から乗り込んできた暴力団と対決する。原作は生島治郎のハードボイルド小説『男たちのブルース』で、ストーリーは原作のアウトラインをなぞってはいるものの、主人公の名前を始め大幅な改変が施されている。

## スタッフ
- 監督：高桑信
- 脚本：神波史男、高桑信
- 原作：生島治郎
- 企画：俊藤浩滋、吉田達
- 撮影：仲沢半次郎
- 音楽：津島利章

## 出演者
- 寺島徹：鶴田浩二
- 広野信夫：山本麟一
- 渋沢吾朗：池部良
- 桜田警部：渡辺文雄
- 浜中正道：葉山良二
- 木崎：待田京介
- 南真一郎：若山富三郎
- 谷麻子：工藤明子
- 雪子：三条泰子
- かおる：桂ルミ
- 謎の女：八代万智子
- 中井：砂塚秀夫
- 寺島のクラブのマネージャー：近藤宏
- 城西会幹部：諸角啓二郎、久富惟晴
- クラブ経営者：高宮敬二、永井秀明、片山滉
- 媒酌人：沢彰謙
- 千原：日尾孝司
- 寺島の若衆：植田灯孝、野口貴史、中島信義
- 城西会組員：久保一、久地明、木川哲也、伊達弘、土山登士幸、山之内修、桐島好夫、鈴木健之
- 浜中組組員：佐藤晟也、花田達、高須準之助、清水照夫、青木卓司
- 刑事：北川恵一、河合絃司
- 陳皮：須賀良、菅原壮男、亀山達也
- ある親分：永島岳
- ある親分の娘：山本マミ
- ストリッパー：藤井まゆみ

## 同時上映
- シルクハットの大親分
  - 主演：若山富三郎、監督：鈴木則文

| スタブアイコン | サブスタブ | この項目は、まだ閲覧者の調べものの参照としては役立たない、映画に関連した書きかけの項目です。この項目を加筆・訂正などしてくださる協力者を求めています（P:映画/PJ:映画）。 |